# Stenodynerus morbillosus
Stenodynerus morbillosus är en stekelart som beskrevs av Giordani Soika 1979. Stenodynerus morbillosus ingår i släktet smalgetingar, och familjen Eumenidae. Inga underarter finns listade i Catalogue of Life.